# Bitartrate de potassium
Le bitartrate de potassium est un corps composé organique  de formule chimique semi-développée COOH-CHOH-CHOH-COOK ou compacte C4O6H5K, sous-produit de la vinification. Il est aussi connu sous les noms tartrate de monopotassium, tartrate acide de potassium, hydrogénotartrate de potassium, « crème de tartre », « tartre blanc », « cristal (ou cristaux) de tartre ».
Le tartrate monopotassique ou additif E336(i) autorisé en France est utilisé en tant que stabilisant et régulateur de l’acidité.

## Origine et qualification de la matière cristalline

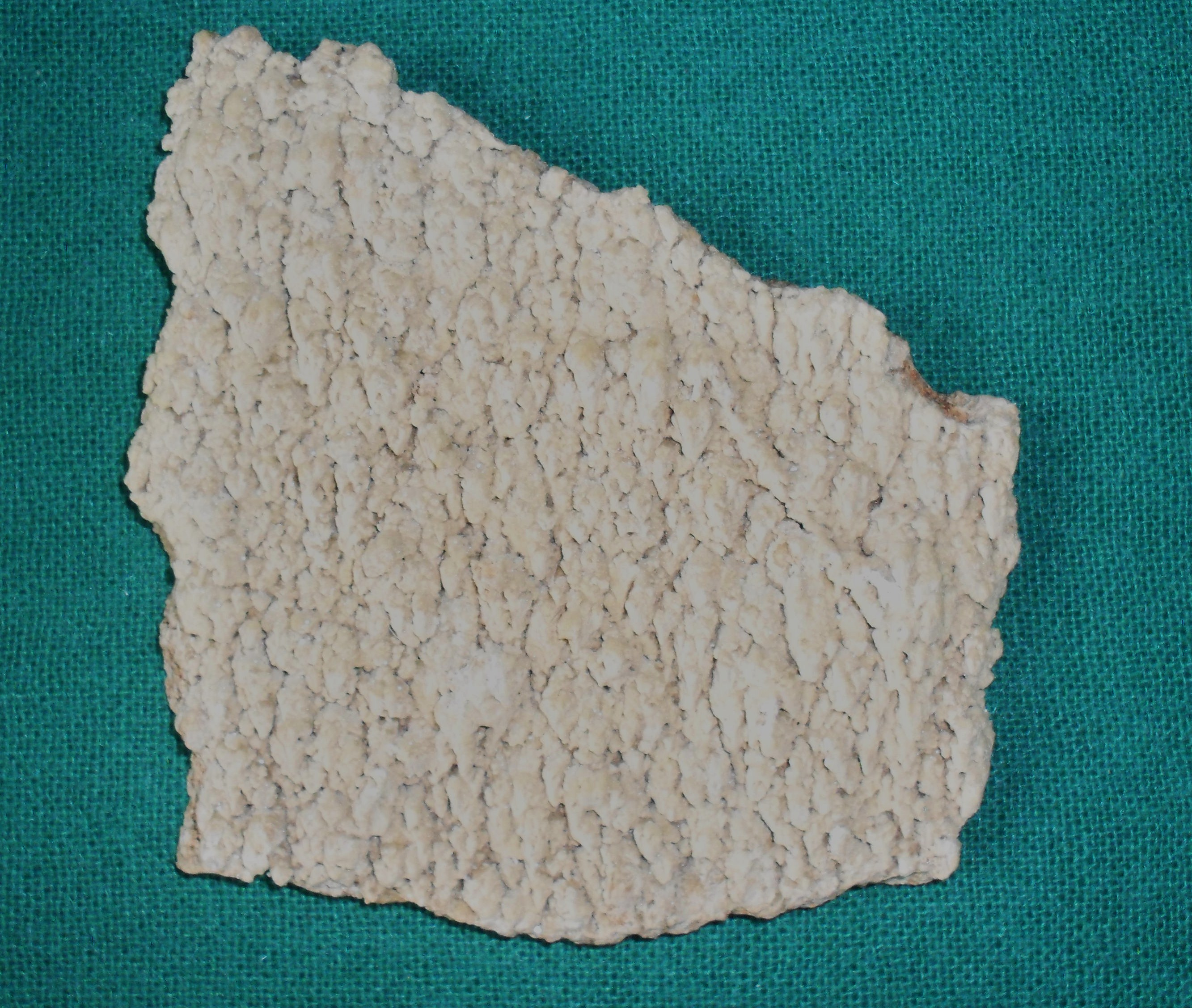
"tartre de vin" ou "tartre des tonneaux" détaché en plaques d'épaisseur parfois centimétrique, Plaquette sèche, vue de la face extérieure au fût de bois, Mittelwihr (Haut-Rhin)

C'est un sel de potassium d'acide tartrique, qui, pur, est peu soluble dans l'eau soit au maximum 5,7 g par litre à 20 °C, 45 g/L à 80 °C et 61 g/L à 100 °C (ébullition). Sa solubilité est encore plus faible aux températures plus basses.
Le tartre, qui se trouve naturellement dans le raisin, cristallise en masse compacte dans les tonneaux de vin ou fûts d'élevage pendant la fermentation du jus de raisin. Cette forme brute plus ou moins impure, de couleur blanc brillante, blanc crème, jaunâtre à franchement rouge à brunâtre, est récoltée sèche et purifiée pour produire une poudre blanche, inodore et acide.
En dépit de son aspect cristallisé ou micro-cristallin très brillant, il ne s'agit ni d'un minéral, ni d'une roche. En effet, ce composé impur à base de tartrates déposé au fond d'un tonneau est bien d'origine anthropique (culture humaine de la vigne) et non minier.
Une partie du tartre soluble dans le vin tiré se retrouve logiquement dans certains vins de consommation au niveau des fonds de bouteille. Les techniques modernes peuvent souvent jouer sur un abaissement de température avant la mise en bouteilles, pour limiter l'abondance de ces dépôts peu appréciée.

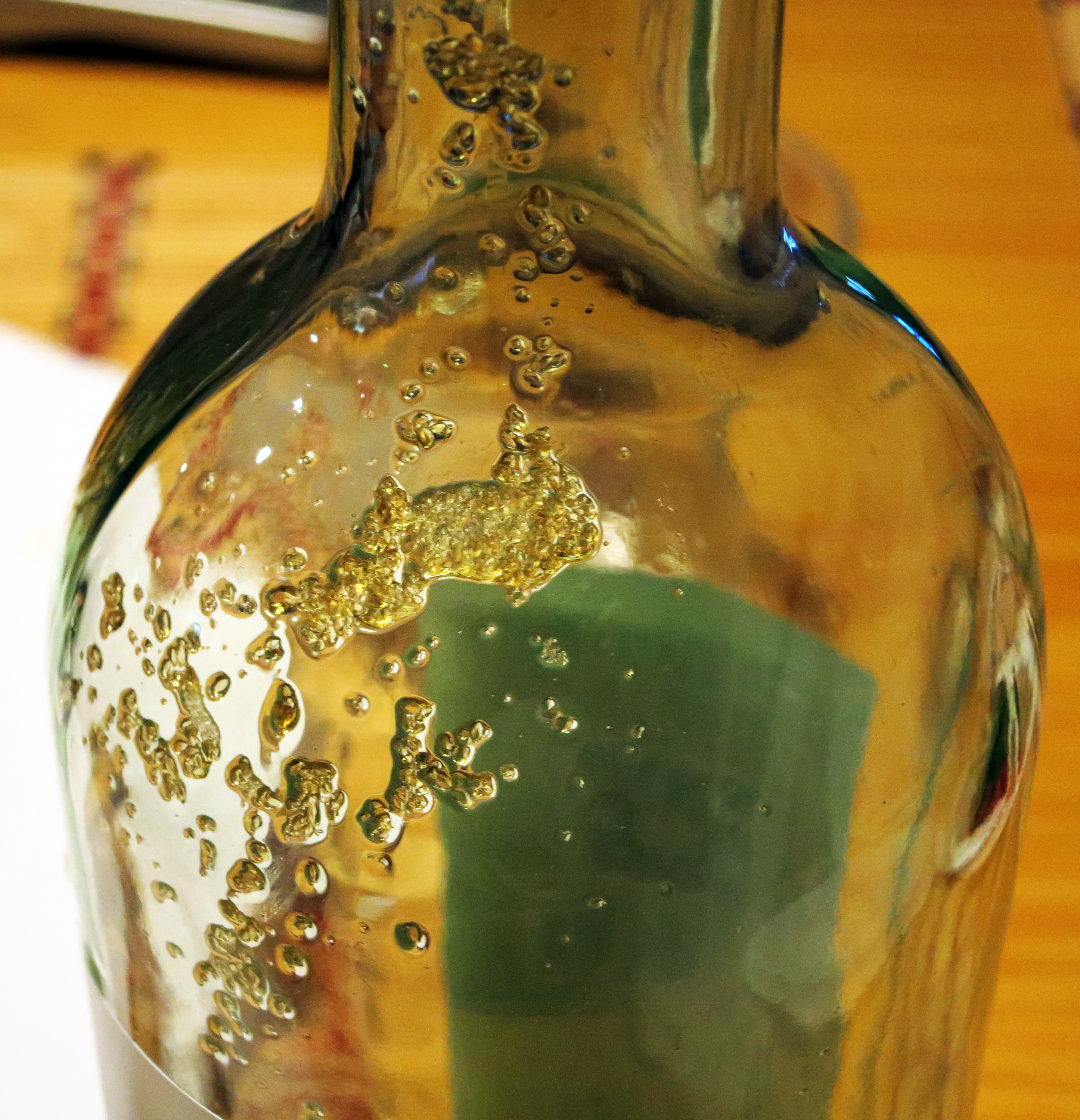
Bitartrate de potassium encore humide dans une bouteille de vin blanc

## Utilisation

### Vinification
Naturellement il joue le rôle de catalyseur lors de la stabilisation tartrique des vins. Son usage œnologique, dans le traitement frigorifique des vins, s'explique simplement car il amorce et favorise par effet de saturation la formation des autres cristaux de bitartrate de potassium, accélérant du même coup la sédimentation des cristaux endogènes présent dans le vin.

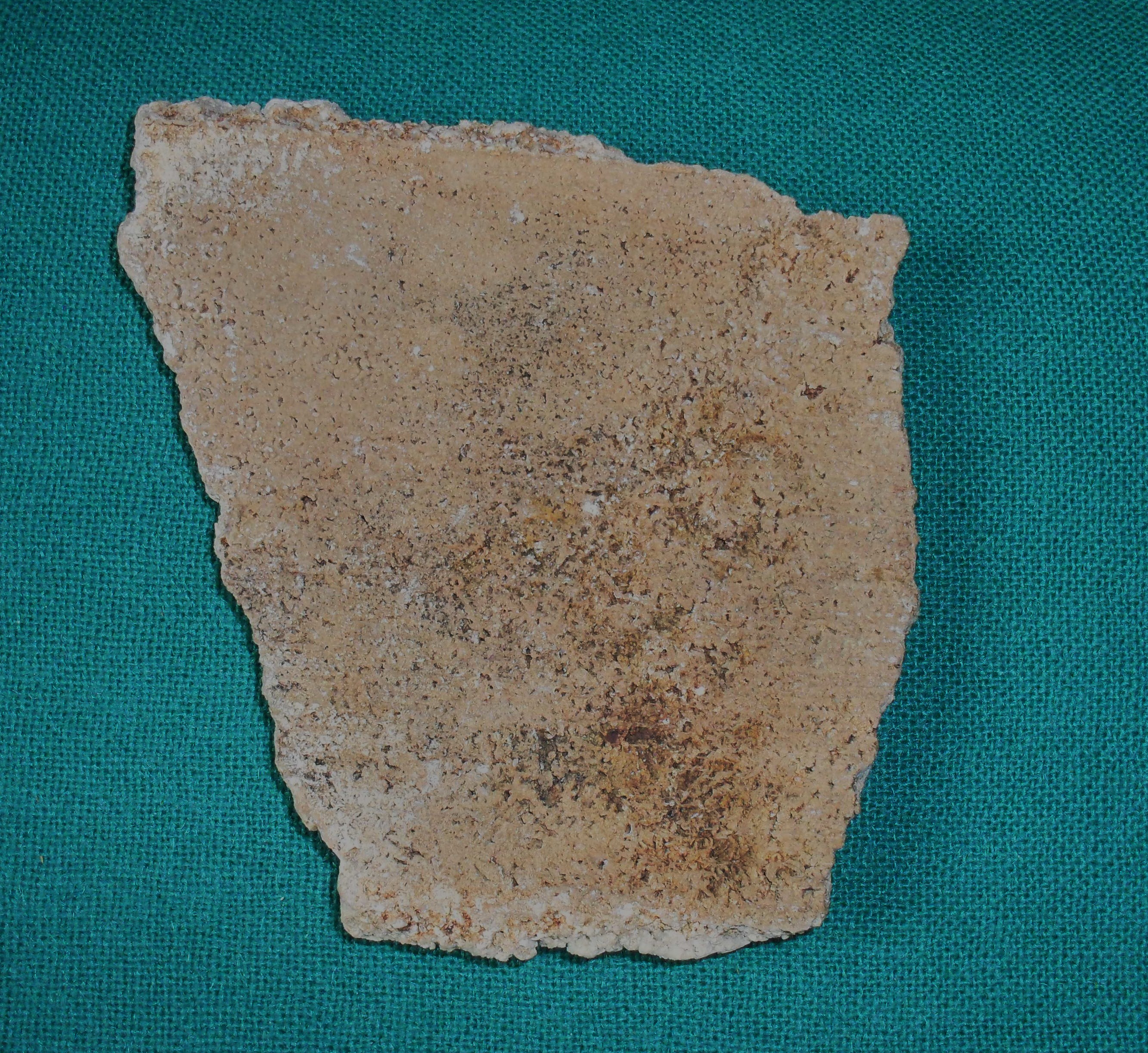
Même échantillon de "tartre de vin" que plus haut, mais face lissée et brunie par le support bois du tonneau.

Il est vendu sous forme de poudre, le plus communément dans les pharmacies en Europe et dans les épiceries en Amérique.

### Cuisine
En cuisine, sous le nom de crème de tartre, cette poudre entre dans la composition des "agents levants", c'est-à-dire des levures chimiques à base de bicarbonate de sodium.  

### Additif alimentaire
C'est un additif alimentaire autorisé en Europe sous le numéro E336(i). Le codex Alimentarius le classe dans deux catégories fonctionnelles : stabilisant et séquestrant.
Il est utilisé pour stabiliser les œufs en neige ou les blancs d'œufs battus des meringues ou des divers soufflés. Il entrave la cristallisation du sucre en confiserie, sert à la formation du sucre inverti pendant la cuisson des diverses solutions de sucre. On obtient alors une pâte de sucre cuit, de meilleure qualité, à la fois vitreuse et de bonne conservation.

### Autres utilisations
Outre l'activité vinicole et culinaire, il est également utilisé dans l'industrie alimentaire (biscuiterie), dans l'industrie pharmaceutique ou parapharmaceutique (pâtes dentifrices contenant la "crème de tartre"), en chimie, notamment en électrolyse et pour étamer le laiton (en particulier en le faisant bouillir dans de l'eau et en ajoutant de l'étain), dans l'industrie textile, en teinture pour le mordançage de la laine et du coton (en association avec l’alun pour obtenir le tartrate d'alun).
Sous le nom de crème de tartre, il entrait dans la composition de l'opiat fondant et purgatif, un des remèdes de la pharmacopée maritime occidentale au XVIIIe siècle.

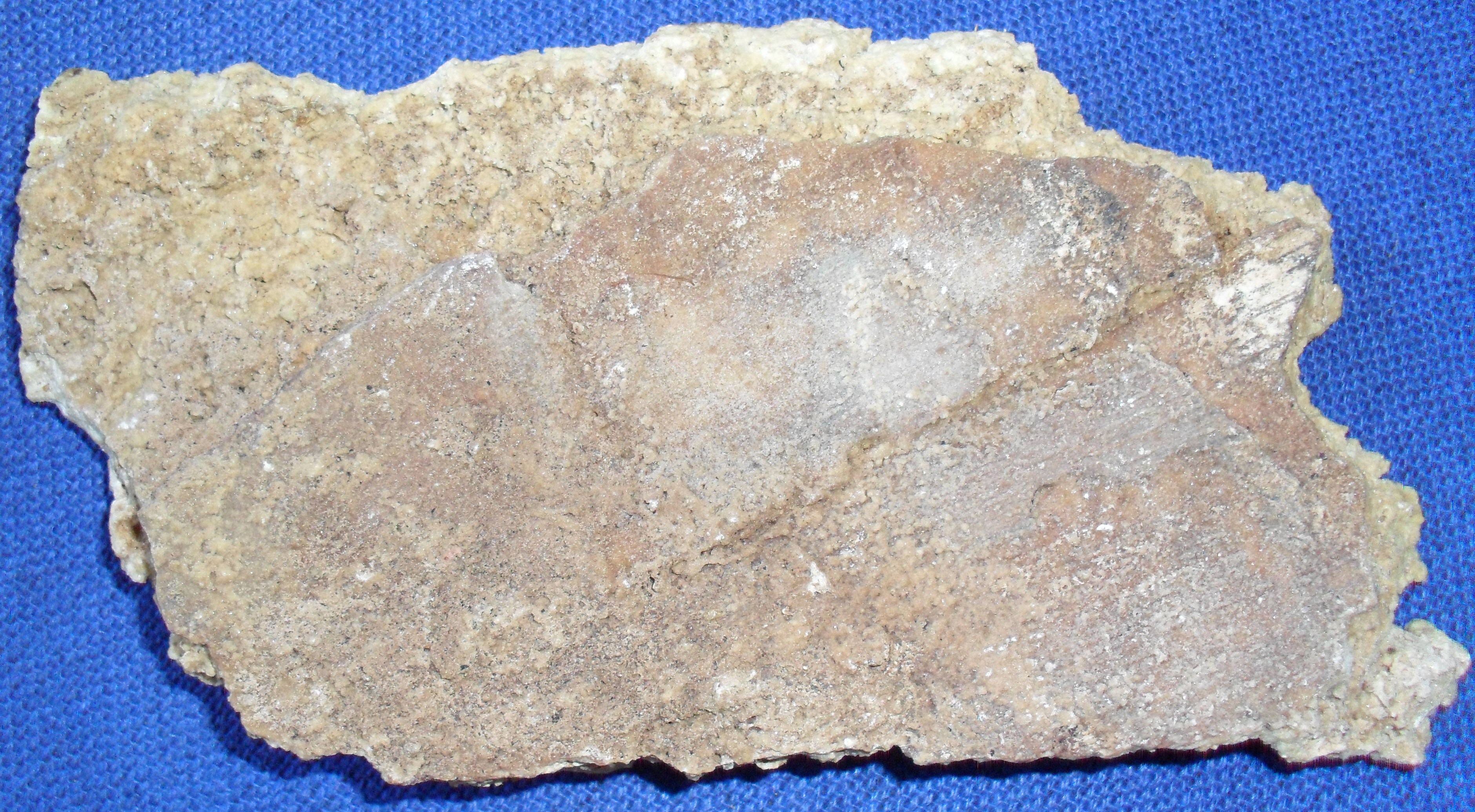
Tartre de vin rouge alsacien sous puissant éclairage normal artificiel, face brunie et grise, lisse, encore plus foncée côté bois.

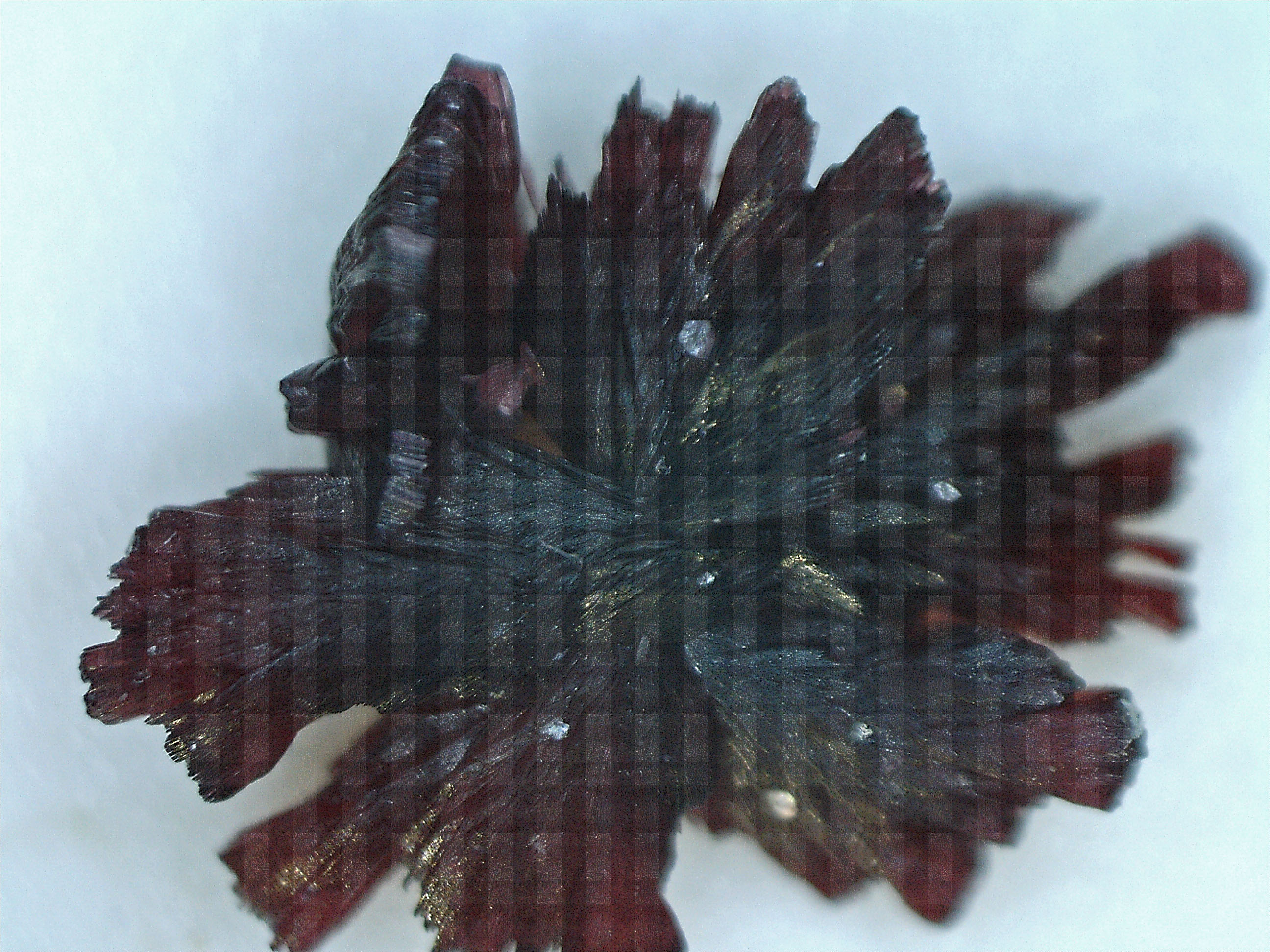
Cristallisation de bitartrate de potassium (dans jus de raisin)